# Ju-jitsu aux Jeux mondiaux de 2025
Navigation
Birmingham 2022 Karlsruhe 2029
Les épreuves de ju-jitsu des Jeux mondiaux de 2025 ont lieu du 10 au 12 août 2025 au centre sportif et culturel de Jianyang à Chengdu en Chine.
Trois disciplines sont au programme : le duo (autodéfense), le combat (fighting) et le Ne-waza (technique au sol).
Ce sera la première fois que seront présents des épreuves pour des parasportifs avec trois épreuves en duo pour les athlètes présentant un handicap physique, un handicap mental et aveugle; des épreuves d'apnée pour athlètes handicapés est aussi au programme de ses jeux.

## Organisation
Chaque épreuve rassemble 6 concurrents ou duo hormis la catégorie Ne-Waza open qui rassemble 18 participants.
Les quatre premiers athlètes du classement 2024-2025 sont qualifiés (prend en compte les résultats de championnats du monde, championnats continentaux, tournoi internationnal).
Outre le pays hôte qui est assuré d'avoir un représentant, la dernière place est attribuée à des nations pour garantir la représentativité de tous les continents au tournoi ainsi que la présence du plus grand nombre de pays.

## Médaillés
| Épreuves                   | Or                                                | Argent                                                | Bronze                                                  |
| -------------------------- | ------------------------------------------------- | ----------------------------------------------------- | ------------------------------------------------------- |
| Combat                     |                                                   |                                                       |                                                         |
| 62 kg hommes               | Bohdan Mochulskyi                                 | Ecco van der Veer                                     | Aslan Kanatbek                                          |
| 69 kg hommes               | Abu-bakir Zhanibek                                | Farid Ben Ali                                         | Erasmo Pagano                                           |
| 77 kg hommes               | Lucas Andersen                                    | Nursultan Duisenkulov                                 | Boy Vogelzang                                           |
|                            |                                                   |                                                       |                                                         |
| 52 kg femmes               | Estelle Gaspard                                   | Antonella Farnè                                       | Nuchanat Singchalad                                     |
| 57 kg femmes               | Sophie Büscher                                    | Rebekka Dahl                                          | Genevieve Bogers                                        |
| 63 kg femmes               | Orapa Senatham                                    | Chiara Fiorelli                                       | Franziska Freudenberger                                 |
| Ne-waza                    |                                                   |                                                       |                                                         |
| 69 kg hommes               | Florian Bayili                                    | Mohamed Ali Alswaidi                                  | Joo Seong-hyeon                                         |
| 77 kg hommes               | Nimrod Ryeder                                     | Mahdi Al Awlaqi                                       | Seiilkhan Bolatbek                                      |
| 85 kg hommes               | Saeed Alkubaisi                                   | Pedro Ramalho                                         | Abdullah Nada                                           |
| open hommes                | Nimrod Ryeder                                     | Nathan dos Santos                                     | Mohamed Al-Suwaidi                                      |
|                            |                                                   |                                                       |                                                         |
| 52 kg femmes               | Im Eon-ju                                         | Kaila Napolis                                         | Pnina Aronov                                            |
| 57 kg femmes               | Astrid Schölin                                    | Felicia Marceau                                       | Alexa Toth                                              |
| 63 kg femmes               | Sung Ki-ra                                        | Meshi Rosenfeld                                       | Stéphanie Faure                                         |
| open femmes                | Tamara Toros                                      | Meshi Rosenfeld                                       | Alexa Toth                                              |
| Duo                        |                                                   |                                                       |                                                         |
| Duo mixte                  | Thaïlande- Warut Netpong - Charatchai Kitpongsri  | Autriche- Gernot Riegl - Johannes Horak               | Monténégro- Stefan Vukotić - Lidija Caković             |
| Par équipes                | Thaïlande- Warawut Saengsriruang - Lalita Yuennan | Autriche- Gernot Riegl - Johannes Horak               | Italie- Salah Ben Brahim - Elisa Marcantoni             |
| Para Ju-Jitsu - Duo        |                                                   |                                                       |                                                         |
| Duo avec handicap physique | Chine- Li Yucai - Guo Ao                          | Allemagne- Alessandro Schober - Christine Jahn        | Mexique- Manuel Alberto Cisneros - José Gilberto Moreno |
| Duo avec handicap mental   | Italie- Pietro Napoli - Giovanni Napoli           | Mongolie- Lkhaasuren Olonbayar - Ulziibat Ganganmurun | Brésil- Marcus Madruga - Mario Edson Oliveira Silva     |
| Duo non-voyant             | Allemagne- Nike Hunecke - Julia Paszkiewicz       | Chine- Pan Tianyou - Wang Wenqiang                    | Colombie- Jeison Camilo Mora - Edgar Mauricio Castillo  |

## Tableau des médailles
| Rang  | Nation              | Or | Argent | Bronze | Total |
| ----- | ------------------- | -- | ------ | ------ | ----- |
| 1     | Thaïlande           | 3  | 0      | 1      | 4     |
| 2     | Israël              | 2  | 2      | 1      | 5     |
| 3     | Allemagne           | 2  | 1      | 1      | 4     |
| 4     | Corée du Sud        | 2  | 0      | 1      | 3     |
| 5     | Italie              | 1  | 2      | 2      | 5     |
| 6     | Émirats arabes unis | 1  | 2      | 1      | 4     |
| 7     | Kazakhstan          | 1  | 1      | 2      | 4     |
| 8     | France              | 1  | 1      | 1      | 3     |
| 9     | Chine               | 1  | 1      | 0      | 2     |
| 9     | Danemark            | 1  | 1      | 0      | 2     |
| 11    | Hongrie             | 1  | 0      | 2      | 3     |
| 12    | Belgique            | 1  | 0      | 0      | 1     |
| 12    | Suède               | 1  | 0      | 0      | 1     |
| 12    | Ukraine             | 1  | 0      | 0      | 1     |
| 15    | Autriche            | 0  | 2      | 0      | 2     |
| 15    | Canada              | 0  | 2      | 0      | 2     |
| 17    | Pays-Bas            | 0  | 1      | 2      | 3     |
| 18    | Mongolie            | 0  | 1      | 0      | 1     |
| 18    | Philippines         | 0  | 1      | 0      | 1     |
| 18    | Portugal            | 0  | 1      | 0      | 1     |
| 21    | Brésil              | 0  | 0      | 1      | 1     |
| 21    | Colombie            | 0  | 0      | 1      | 1     |
| 21    | Mexique             | 0  | 0      | 1      | 1     |
| 21    | Monténégro          | 0  | 0      | 1      | 1     |
| 21    | Arabie saoudite     | 0  | 0      | 1      | 1     |
| Total | Total               | 19 | 19     | 19     | 57    |